# Shenandoah (Virginia)
Die Kleinstadt Shenandoah ist eine landwirtschaftliche Gemeinde zwischen den Blue Ridge Mountains und der Massanutten Ridge im Shenandoah Valley am Ufer des Shenandoah River in Page County im US-Bundesstaat Virginia. Das U.S. Census Bureau hat bei der Volkszählung 2020 eine Einwohnerzahl von 2.486 ermittelt.
Shenandoah liegt im Zentrum der Tourismusindustrie des Shenandoah Valley und von dort können die Luray Höhlen, das Massanutten Ressort, der Shenandoah-Nationalpark und das New Market Battlefield erreicht werden.
Der Fluss sowie die Berge werden in dem bekannten Country-Song „Country Roads“ von John Denver erwähnt.